# Souffrignac
Souffrignac est une commune du Sud-Ouest de la France, située dans le département de la Charente, en région Nouvelle-Aquitaine.
Ses habitants se nomment les Souffrignacois et les Souffrignacoises.

## Géographie

### Localisation et accès
Souffrignac est une commune de l'est du département de la Charente limitrophe avec celui de la Dordogne, située à 28 km au sud-est d'Angoulême et 14 km au nord-ouest de Nontron, dans la vallée du Bandiat.
Le bourg de Souffrignac est aussi situé à vol d'oiseau 5 km à l'est de Marthon et 9 km au sud de Montbron, chef-lieu de son canton.
La commune est desservie par la route départementale 4 d'Angoulême à Nontron qui longe la vallée du Bandiat et par la route départementale 65 qui traverse le bourg et relie la commune à Montbron.

### Hameaux et lieux-dits
Le bourg est minuscule, et la commune compte des hameaux plus importants que lui : la Grauge juste au sud, la Grande Forêt, Pouvrière, le Maine Mathely, le Maine Santy, les Planes au sud, les Balloteries et Biée au nord sur la rive droite du Bandiat.

### Communes limitrophes
|           |             | Varaignes (Dordogne)                             |
| Feuillade | Souffrignac |                                                  |
|           | Mainzac     | Javerlhac-et-la-Chapelle-Saint-Robert (Dordogne) |

### Géologie et relief
Le terrain communal est calcaire et date du Jurassique moyen (Bajocien au nord, à Callovien au sud-ouest). Les plateaux entourant la vallée du Bandiat sont recouverts localement par des colluvions, sables argileux datant du Tertiaire, tandis que le fond est occupé par des alluvions (sable et galets) datant du Quaternaire (Pléistocène),,.
Une grande partie sud de la commune est occupée par un plateau d'une altitude moyenne de 150 m. Une vallée sèche le traverse et descend vers l'ouest : le Fond des Toulenches. Puis en remontant vers le nord, on trouve la vallée du Bandiat, assez large et peu pentue, qui coupe la commune d'est en ouest. Le relief s'élève sur la partie septentrionale de la commune.
Le point culminant est à une altitude de 178 m, situé sur la limite nord à l'est de la route départementale 65. Le point le plus bas est à 106 m, situé en limite ouest, là où le Bandiat quitte le territoire communal pour entrer sur celui de Feuillade. Le bourg, dominant la vallée du Bandiat sur sa rive gauche, est à 140 m d'altitude.

### Hydrographie

#### Réseau hydrographique
La commune est située dans le bassin versant de la Charente au sein du Bassin Adour-Garonne. Elle est drainée par le Bandiat,.
Traversant la commune d'est en ouest, la rivière le Bandiat, affluent de la Tardoire et sous-affluent de la Charente, qui arrose aussi Nontron, passe au pied du bourg de Souffrignac.
En raison de la nature karstique du sol, aucun autre cours d'eau ne traverse le territoire communal.

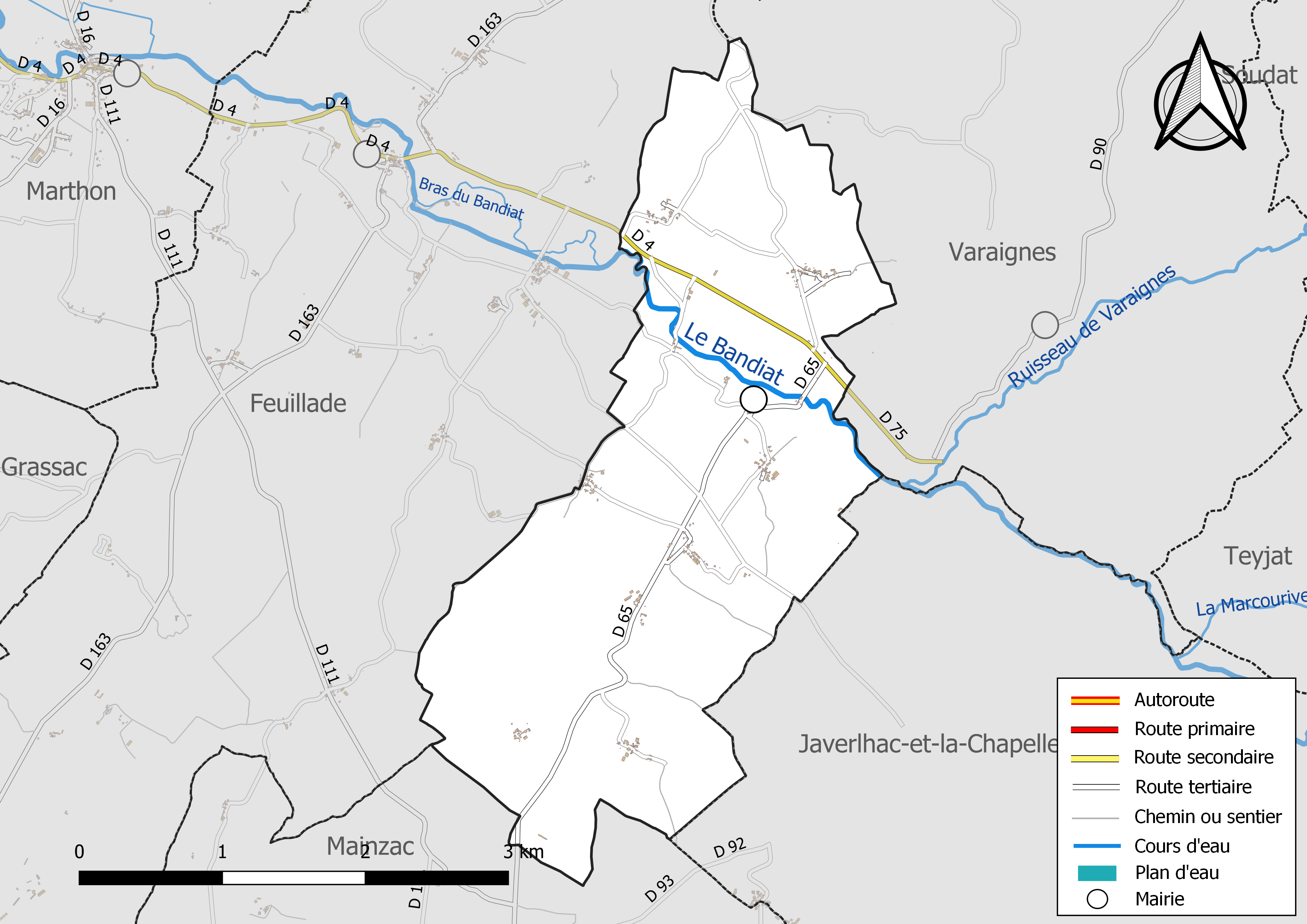
Réseaux hydrographique et routier de Souffrignac.
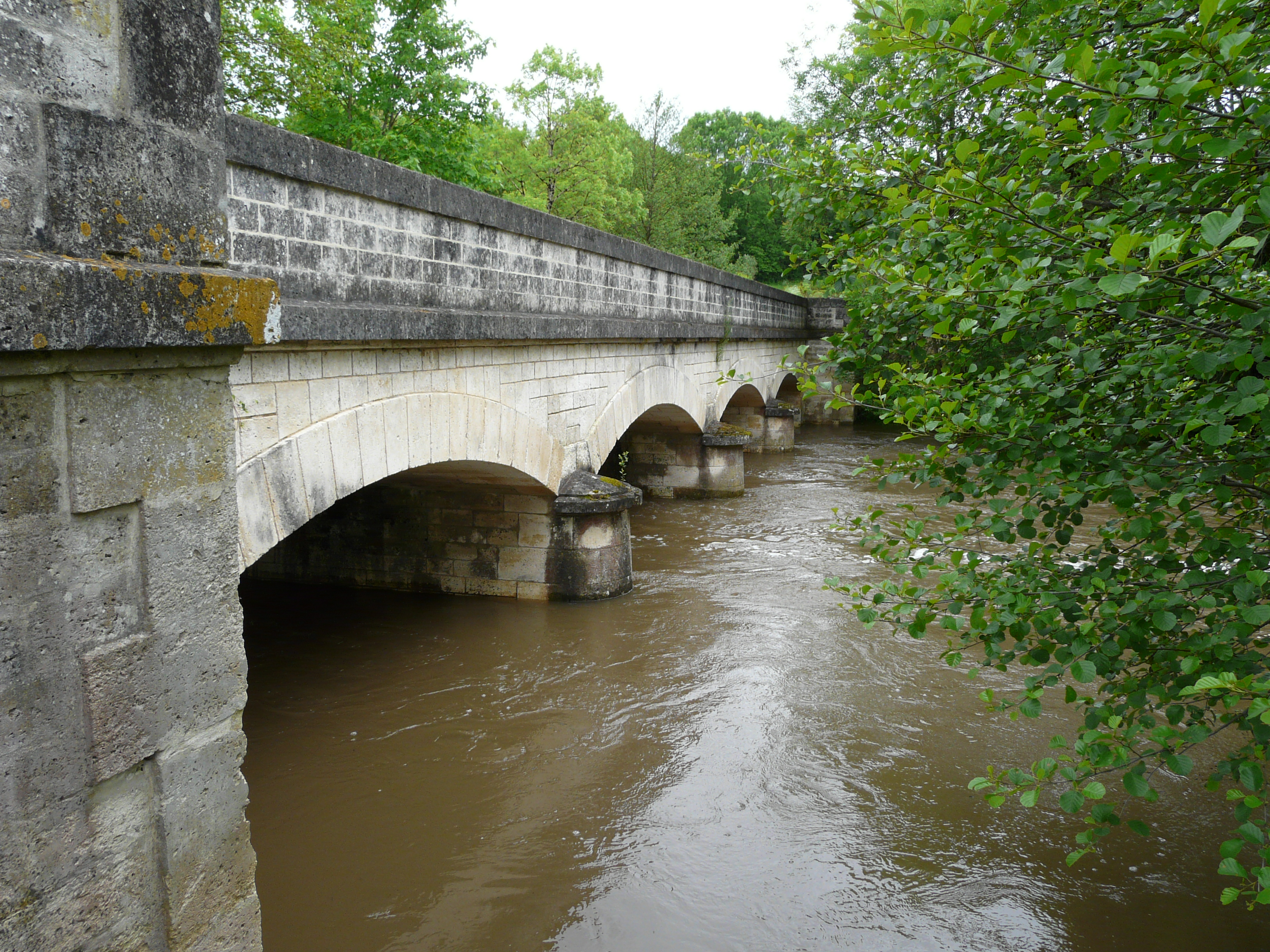
Le Bandiat au pont de Biée.
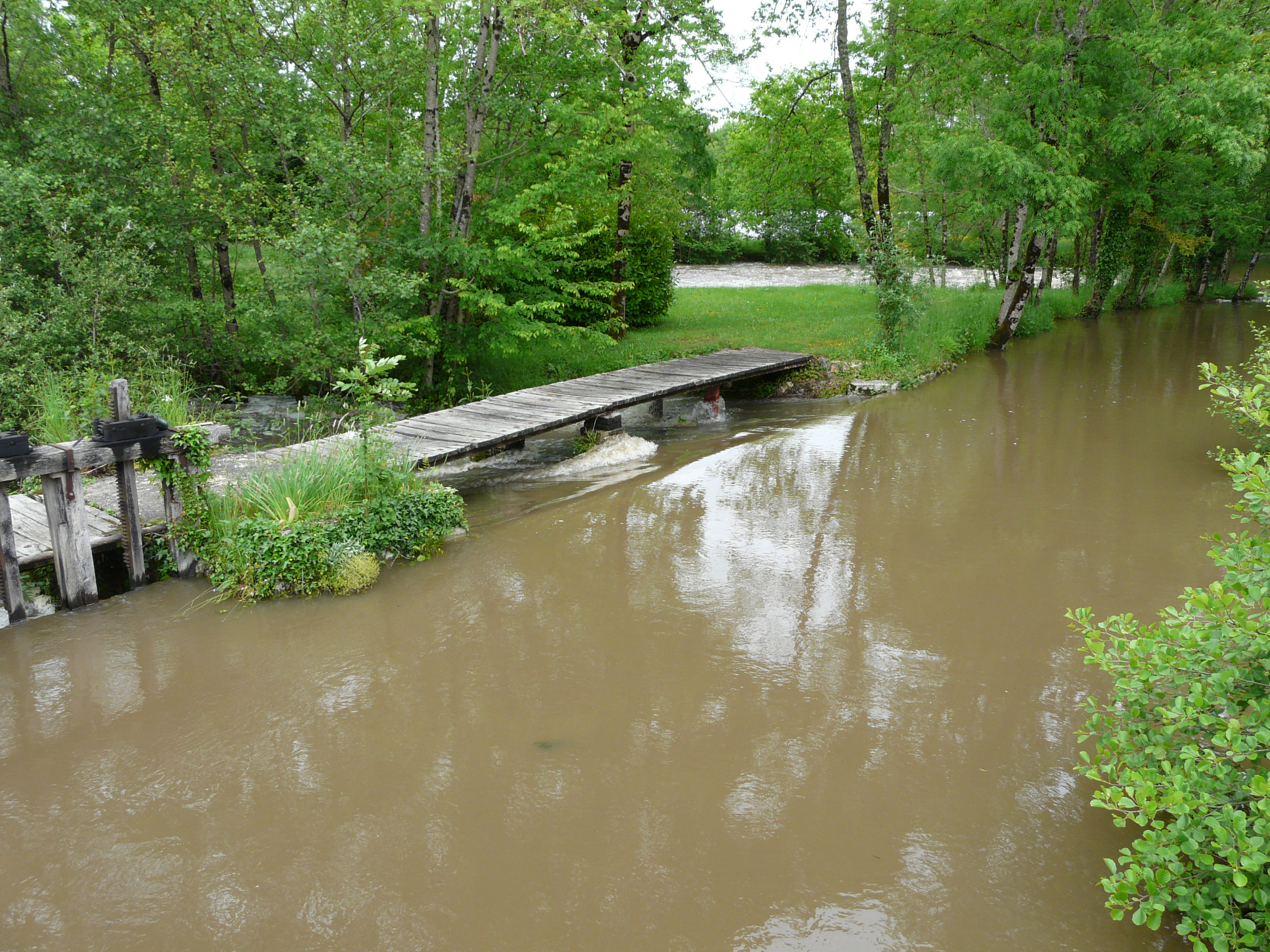
Le barrage de retenue du moulin de Biée sur le Bandiat.

#### Gestion des eaux
Le territoire communal est couvert par le schéma d'aménagement et de gestion des eaux (SAGE) « Charente ». Ce document de planification, dont le territoire correspond au bassin de la Charente, d'une superficie de 9 300 km2, a été approuvé le 19 novembre 2019. La structure porteuse de l'élaboration et de la mise en œuvre est l'établissement public territorial de bassin Charente. Il définit sur son territoire les objectifs généraux d’utilisation, de mise en valeur et de protection quantitative et qualitative des ressources en eau superficielle et souterraine, en respect des objectifs de qualité définis dans le troisième SDAGE  du Bassin Adour-Garonne qui couvre la période 2022-2027, approuvé le 10 mars 2022.

### Climat
Comme dans les trois quarts sud et ouest du département, le climat est océanique aquitain.

## Urbanisme

### Typologie
Au 1er janvier 2024, Souffrignac est catégorisée commune rurale à habitat très dispersé, selon la nouvelle grille communale de densité à 7 niveaux définie par l'Insee en 2022.
Elle est située hors unité urbaine et hors attraction des villes,.

### Occupation des sols
L'occupation des sols de la commune, telle qu'elle ressort de la base de données européenne d’occupation biophysique des sols Corine Land Cover (CLC), est marquée par l'importance des territoires agricoles (77,1 % en 2018), une proportion sensiblement équivalente à celle de 1990 (77,3 %). La répartition détaillée en 2018 est la suivante : 
terres arables (34,7 %), zones agricoles hétérogènes (32,9 %), forêts (22,9 %), prairies (9,5 %). L'évolution de l’occupation des sols de la commune et de ses infrastructures peut être observée sur les différentes représentations cartographiques du territoire : la carte de Cassini (XVIIIe siècle), la carte d'état-major (1820-1866) et les cartes ou photos aériennes de l'IGN pour la période actuelle (1950 à aujourd'hui).

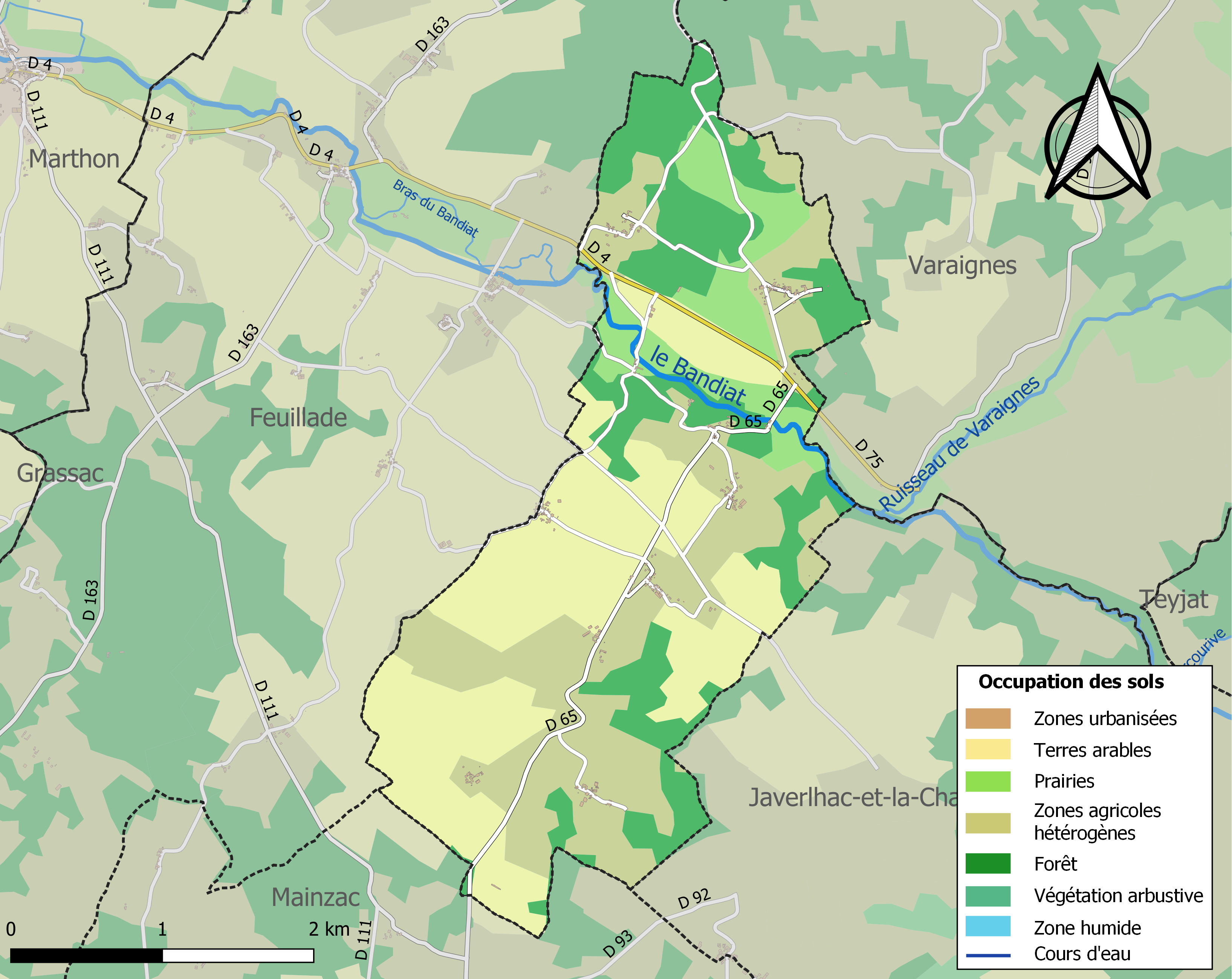
Carte des infrastructures et de l'occupation des sols de la commune en 2018 (CLC).

### Risques majeurs
Le territoire de la commune de Souffrignac est vulnérable à différents aléas naturels : météorologiques (tempête, orage, neige, grand froid, canicule ou sécheresse) et séisme (sismicité faible). Un site publié par le BRGM permet d'évaluer simplement et rapidement les risques d'un bien localisé soit par son adresse soit par le numéro de sa parcelle.

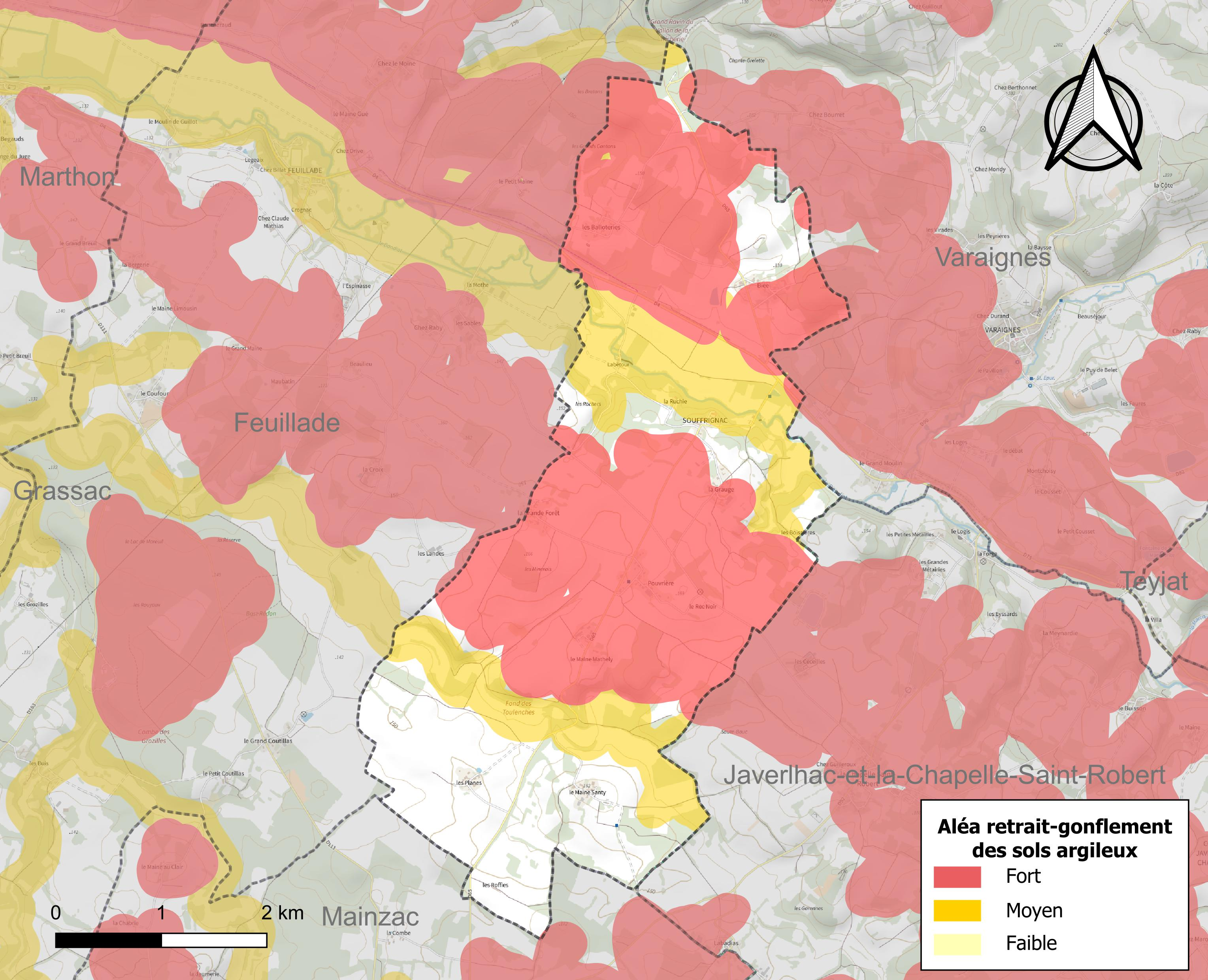
Carte des zones d'aléa retrait-gonflement des sols argileux de Souffrignac.

Le retrait-gonflement des sols argileux est susceptible d'engendrer des dommages importants aux bâtiments en cas d’alternance de périodes de sécheresse et de pluie. 72 % de la superficie communale est en aléa moyen ou fort (67,4 % au niveau départemental et 48,5 % au niveau national). Sur les 94 bâtiments dénombrés sur la commune en 2019, 66 sont en aléa moyen ou fort, soit 70 %, à comparer aux 81 % au niveau départemental et 54 % au niveau national. Une cartographie de l'exposition du territoire national au retrait gonflement des sols argileux est disponible sur le site du BRGM,.
Par ailleurs, afin de mieux appréhender le risque d’affaissement de terrain, l'inventaire national des cavités souterraines permet de localiser celles situées sur la commune.
La commune a été reconnue en état de catastrophe naturelle au titre des dommages causés par les inondations et coulées de boue survenues en 1982, 1983, 1993 et 1999. Concernant les mouvements de terrains, la commune a été reconnue en état de catastrophe naturelle au titre des dommages causés par des mouvements de terrain en 1999.

## Toponymie
Les formes anciennes sont Soffrinhaco, Soffrinhac, Sofrinhacum en 1321, Choffrignaco.
L'origine du nom de Souffrignac remonterait à un nom de personne gallo-romain Sufferinius ou Sophronius auquel est apposé le suffixe -acum, ce qui correspondrait à Sufferiniacum, « domaine de Sufferinius »,.
Sur la carte de Cassini représentant la France entre 1756 et 1789, le village est identifié sous le nom de Souffraignac.

### Dialecte
La commune est dans la partie occitane de la Charente qui en occupe le tiers oriental, et le dialecte est limousin.
Elle se nomme Sofrinhac en occitan.

## Histoire
Au Moyen Âge et sous l'Ancien Régime, la paroisse de Souffrignac dépendait de La Chapelle-Saint-Robert, dont les seigneurs prenaient souvent le titre de seigneurs de Souffrignac. Comme une grande partie de Feuillade, elle appartenait à la province du Périgord, et lors de la constitution du département de la Charente à la Révolution, sa population émit des protestations.

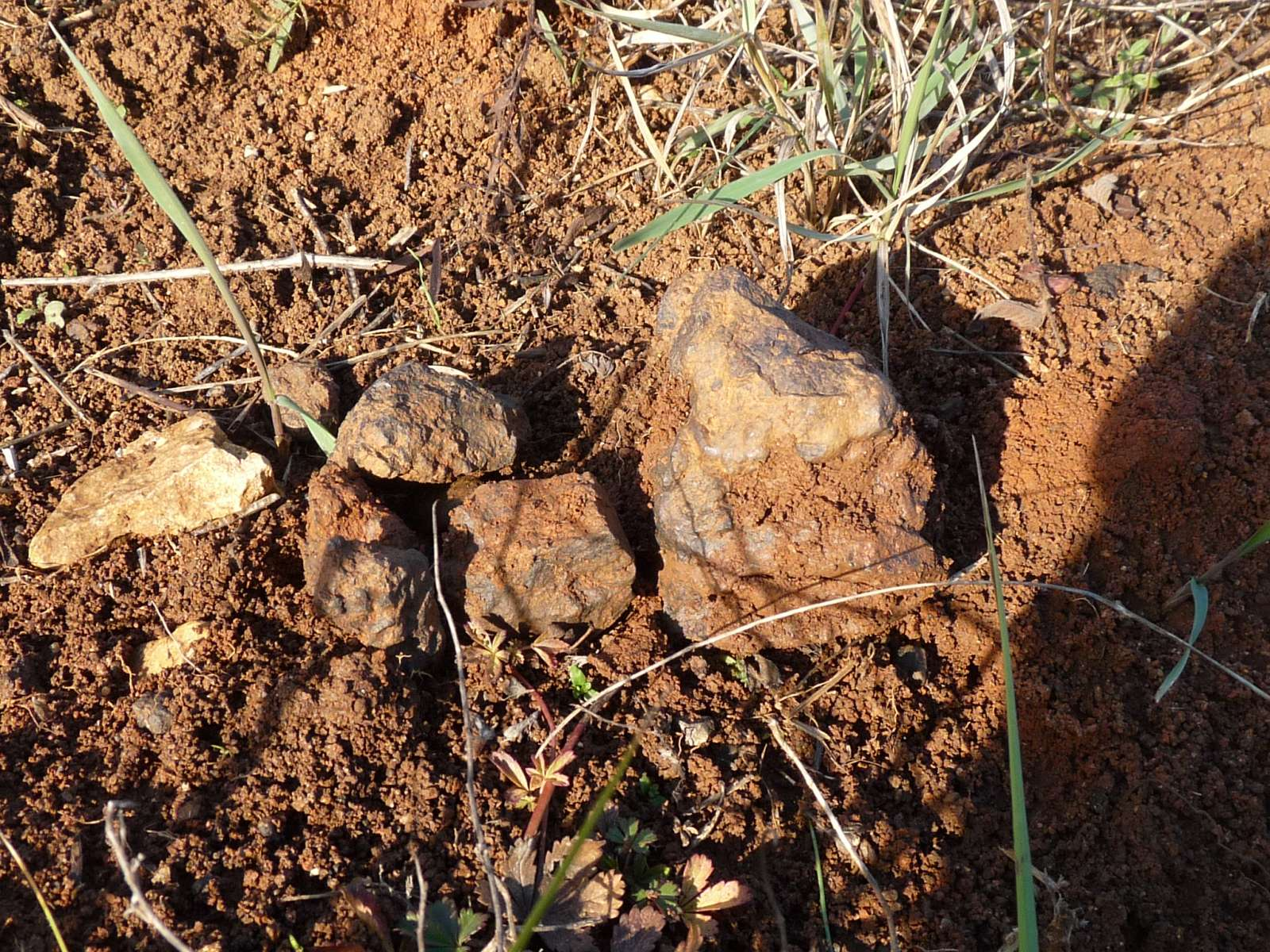
Minerai de fer à même un champ labouré, près de la Grauge.

Souffrignac et les communes alentour ont longtemps approvisionné en fer des forges locales, puis la fonderie de Ruelle avant l'arrivée du chemin de fer et du minerai lorrain, plus riche, pour faire des canons destinés à la Marine.
Au début du XXe siècle, l'industrie était représentée dans la commune par deux usines relativement importantes : une scierie mécanique, à Biée, et une fabrique de limes, à Labétour, qui fabriquait principalement les grosses limes utilisées par la fonderie de Ruelle.
Pendant la première moitié du XXe siècle, la voie ferrée d'Angoulême à Nontron et Thiviers passait au pied du bourg, et la gare la plus proche était à Varaignes.

## Administration

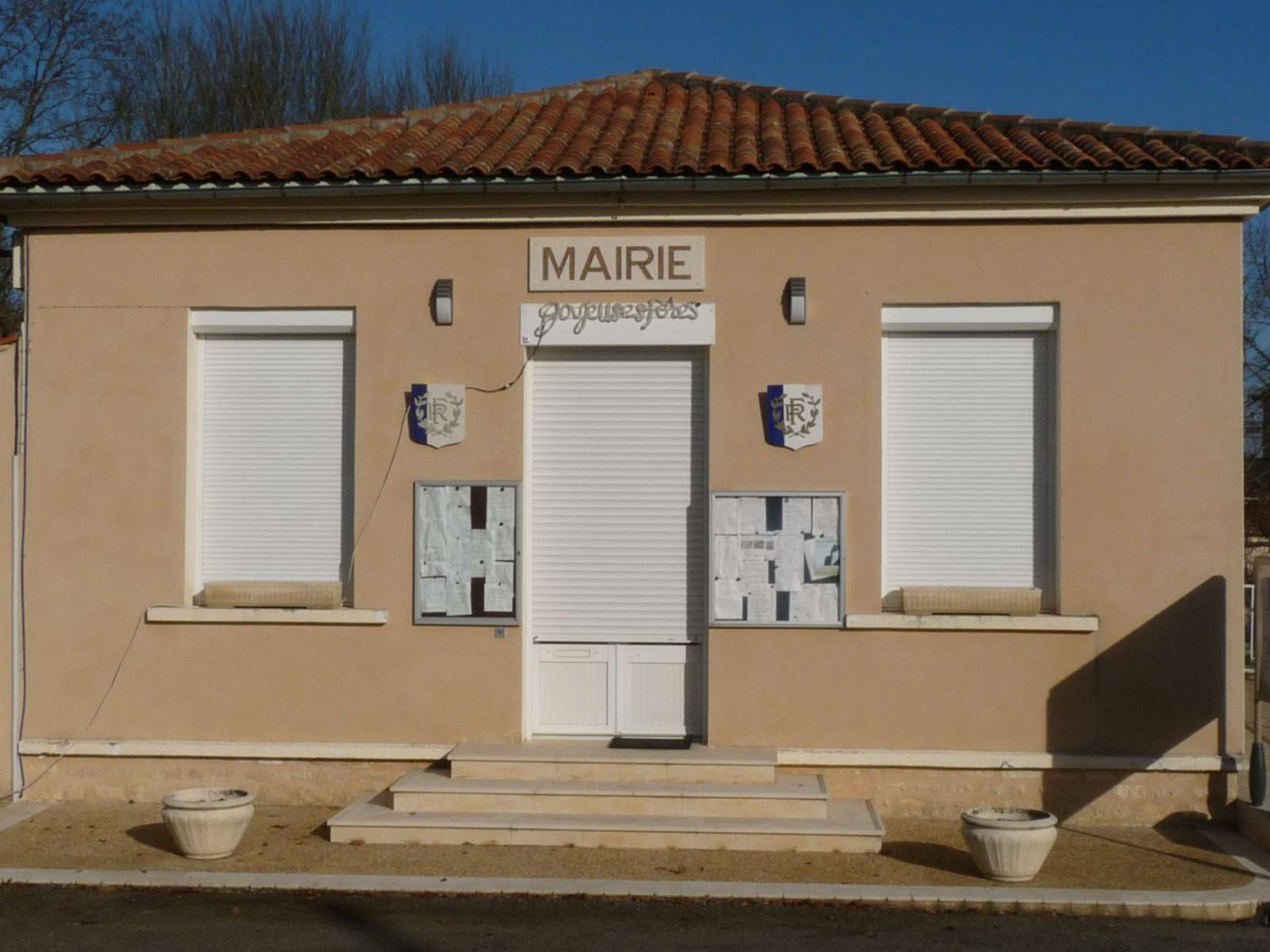
La mairie.

| Période                                  | Période   | Identité         | Étiquette | Qualité         |
| ---------------------------------------- | --------- | ---------------- | --------- | --------------- |
| Les données manquantes sont à compléter. |           |                  |           |                 |
| ?                                        | 1972      | René Lacotte     |           |                 |
| 1972                                     | mars 2008 | Aimé Fauchier    |           |                 |
| mars 2008                                | 2020      | Violette Fioleau | SE        | Sans profession |
| 2020                                     | En cours  | Patrice Jubineau | SE        |                 |

## Démographie

### Évolution démographique
L'évolution du nombre d'habitants est connue à travers les recensements de la population effectués dans la commune depuis 1793. Pour les communes de moins de 10 000 habitants, une enquête de recensement portant sur toute la population est réalisée tous les cinq ans, les populations de référence des années intermédiaires étant quant à elles estimées par interpolation ou extrapolation. Pour la commune, le premier recensement exhaustif entrant dans le cadre du nouveau dispositif a été réalisé en 2006.

En 2022, la commune comptait 149 habitants, en évolution de +11,19 % par rapport à 2016 (Charente : −0,48 %, France hors Mayotte : +2,11 %).
| 1793 | 1800 | 1806 | 1821 | 1831 | 1841 | 1846 | 1851 | 1856 |
| ---- | ---- | ---- | ---- | ---- | ---- | ---- | ---- | ---- |
| 343  | 327  | 347  | 366  | 391  | 384  | 393  | 367  | 379  |

| 1861 | 1866 | 1872 | 1876 | 1881 | 1886 | 1891 | 1896 | 1901 |
| ---- | ---- | ---- | ---- | ---- | ---- | ---- | ---- | ---- |
| 343  | 375  | 339  | 341  | 376  | 321  | 304  | 288  | 260  |

| 1906 | 1911 | 1921 | 1926 | 1931 | 1936 | 1946 | 1954 | 1962 |
| ---- | ---- | ---- | ---- | ---- | ---- | ---- | ---- | ---- |
| 272  | 277  | 276  | 269  | 247  | 261  | 232  | 216  | 212  |

| 1968 | 1975 | 1982 | 1990 | 1999 | 2006 | 2011 | 2016 | 2021 |
| ---- | ---- | ---- | ---- | ---- | ---- | ---- | ---- | ---- |
| 182  | 141  | 148  | 130  | 157  | 130  | 156  | 134  | 142  |

| 2022 | - | - | - | - | - | - | - | - |
| ---- | - | - | - | - | - | - | - | - |
| 149  | - | - | - | - | - | - | - | - |

### Pyramide des âges
La population de la commune est relativement âgée.
En 2018, le taux de personnes d'un âge inférieur à 30 ans s'élève à 23,1 %, soit en dessous de la moyenne départementale (30,2 %). À l'inverse, le taux de personnes d'âge supérieur à 60 ans est de 39,6 % la même année, alors qu'il est de 32,3 % au niveau départemental.
En 2018, la commune comptait 67 hommes pour 64 femmes, soit un taux de 51,15 % d'hommes, largement supérieur au taux départemental (48,41 %).
Les pyramides des âges de la commune et du département s'établissent comme suit.
| Hommes | Classe d’âge | Femmes |
| ------ | ------------ | ------ |
| 1,4    | 90 ou +      | 1,5    |
| 4,3    | 75-89 ans    | 10,8   |
| 31,9   | 60-74 ans    | 29,2   |
| 17,4   | 45-59 ans    | 21,5   |
| 18,8   | 30-44 ans    | 16,9   |
| 8,7    | 15-29 ans    | 12,3   |
| 17,4   | 0-14 ans     | 7,7    |

| Hommes | Classe d’âge | Femmes |
| ------ | ------------ | ------ |
| 1      | 90 ou +      | 2,7    |
| 9,2    | 75-89 ans    | 12     |
| 20,6   | 60-74 ans    | 21,3   |
| 20,7   | 45-59 ans    | 20,3   |
| 16,8   | 30-44 ans    | 16     |
| 15,6   | 15-29 ans    | 13,4   |
| 16,1   | 0-14 ans     | 14,3   |

## Économie

### Agriculture
Bien que ne comportant aucune vigne, la commune est située dans les Bons Bois, dans la zone d'appellation d'origine contrôlée du cognac.

#### Les Jardins du Bandiat

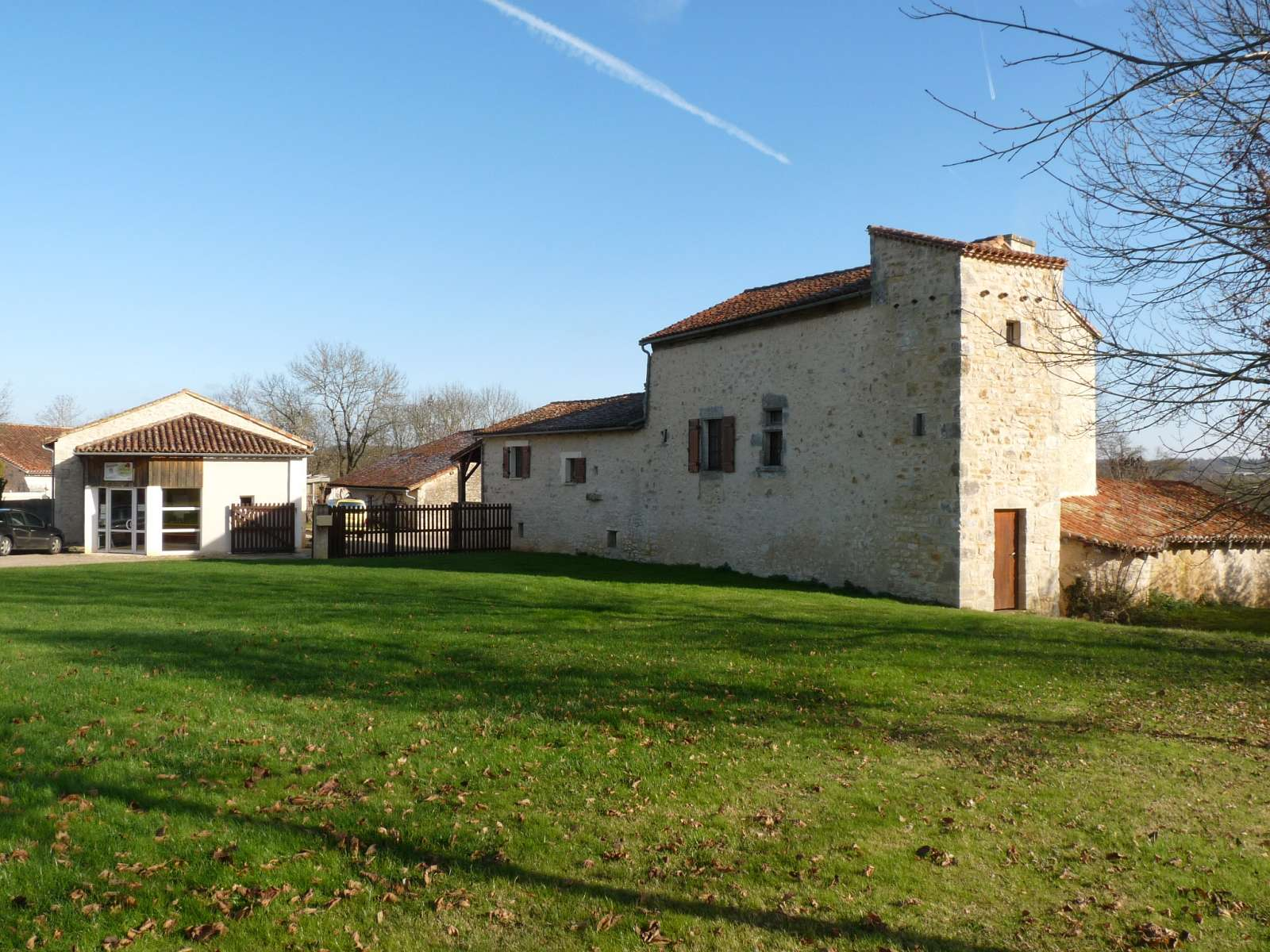
Les Jardins du Bandiat, au centre du bourg.

En 1998, l'association CIDIL (Carrefour pour l'Insertion et le Développement des Initiatives Locales) crée son chantier d'insertion les Jardins du Bandiat avec le soutien de la communauté de communes.
Les salariés en contrat produisent, transforment et vendent des légumes biologiques. Ils aménagent et entretiennent le site et restaurent des outils anciens. La visite est gratuite, des dégustations sont organisées sur place, avec vente de légumes et produits (confitures, ail d'ours...), et déplacements sur certains marchés en été (Montbron, Montembœuf...).

## Lieux et monuments
- L'église paroissiale Saint-Antoine du XIIe siècle.
- Le moulin de Biée.

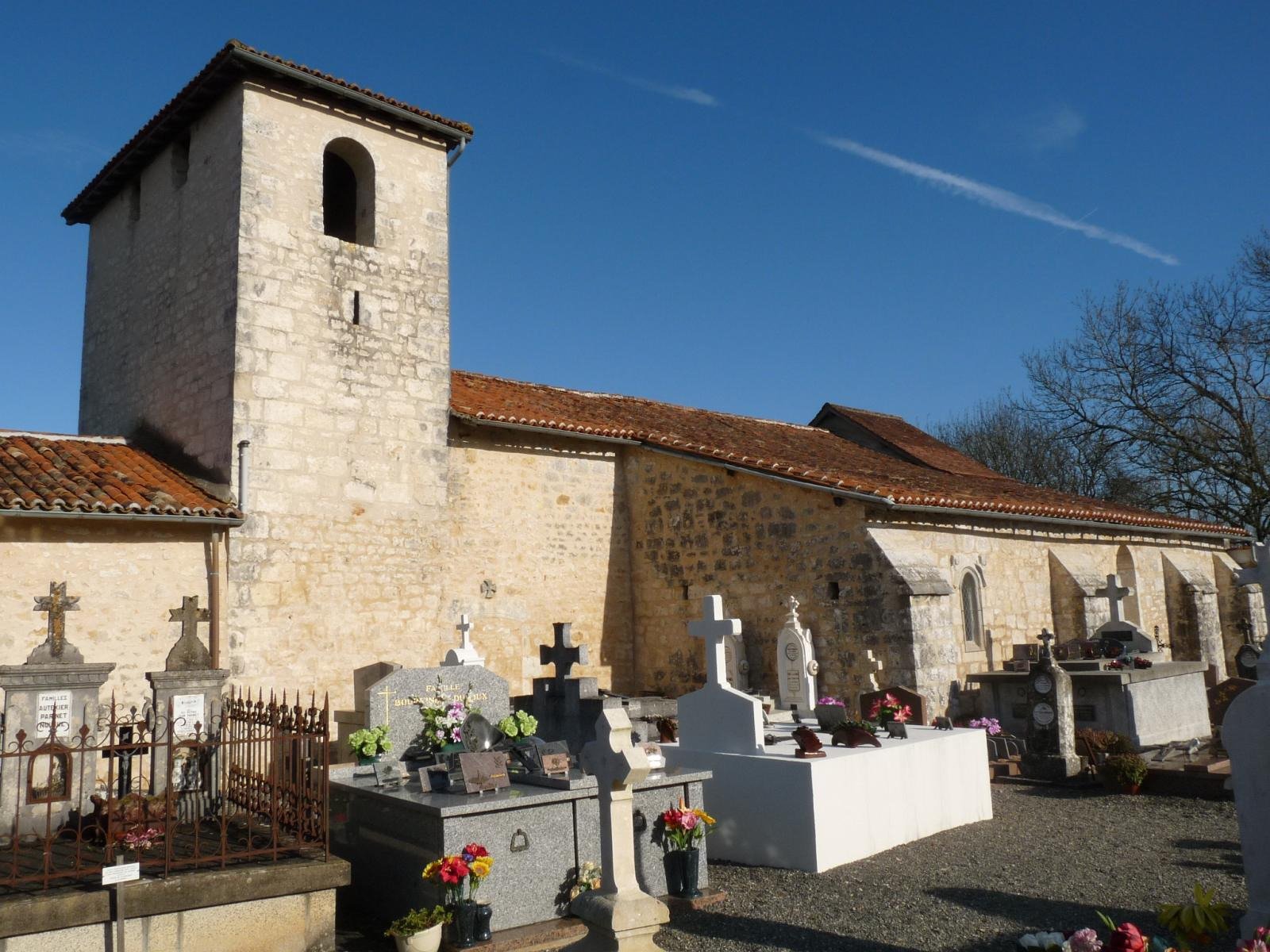
L'église Saint-Antoine.
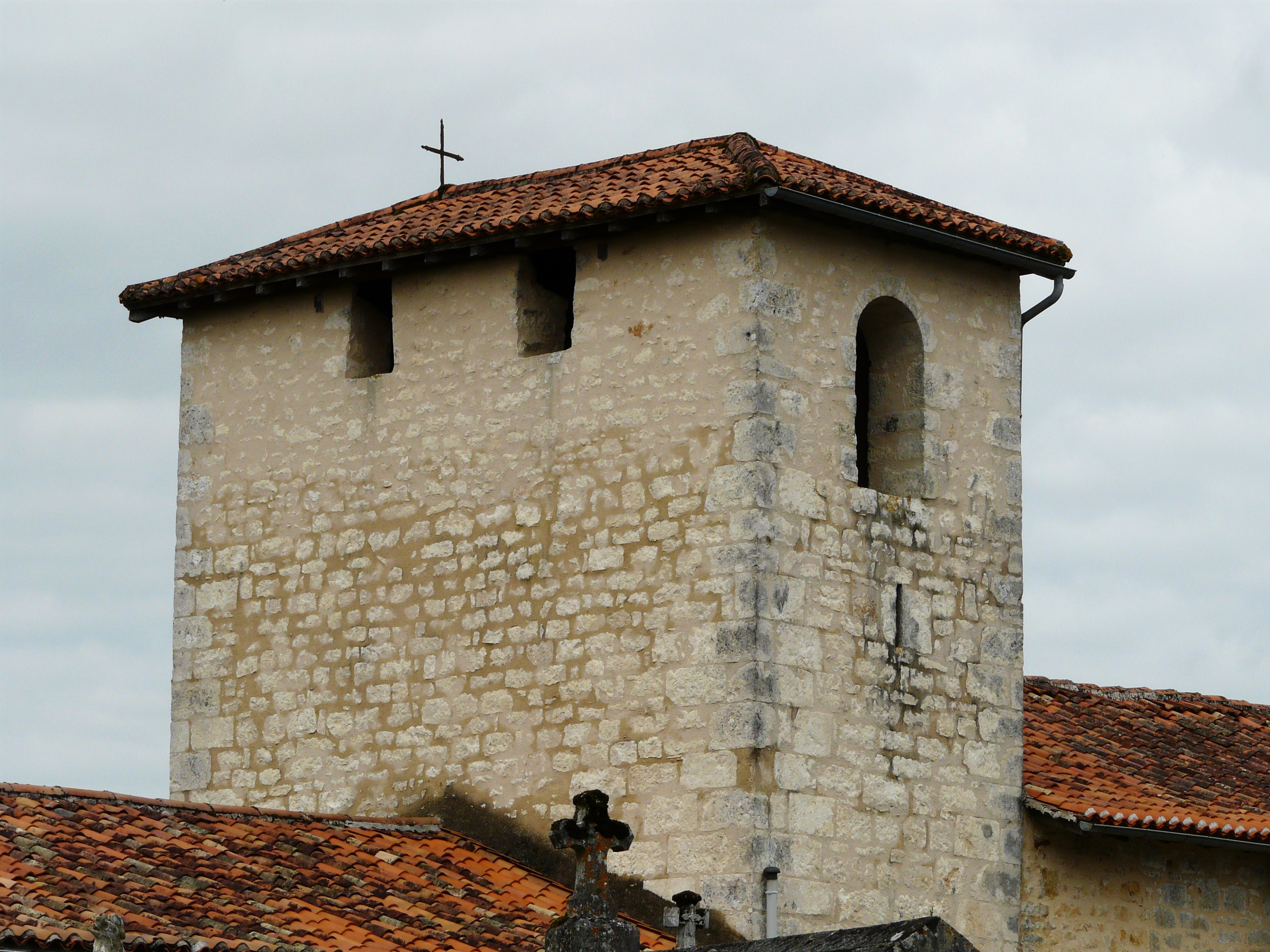
Le clocher.
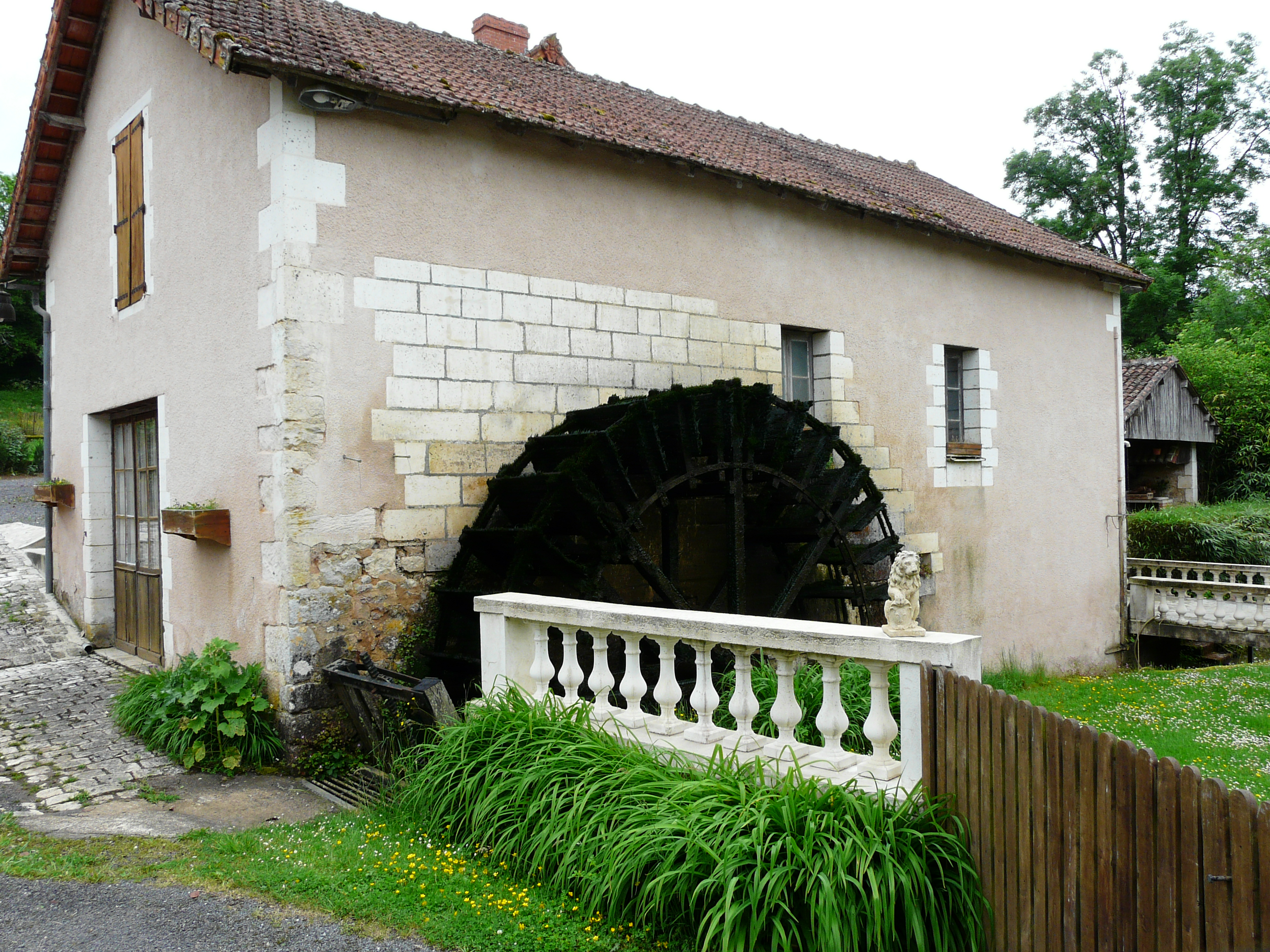
Le moulin de Biée.
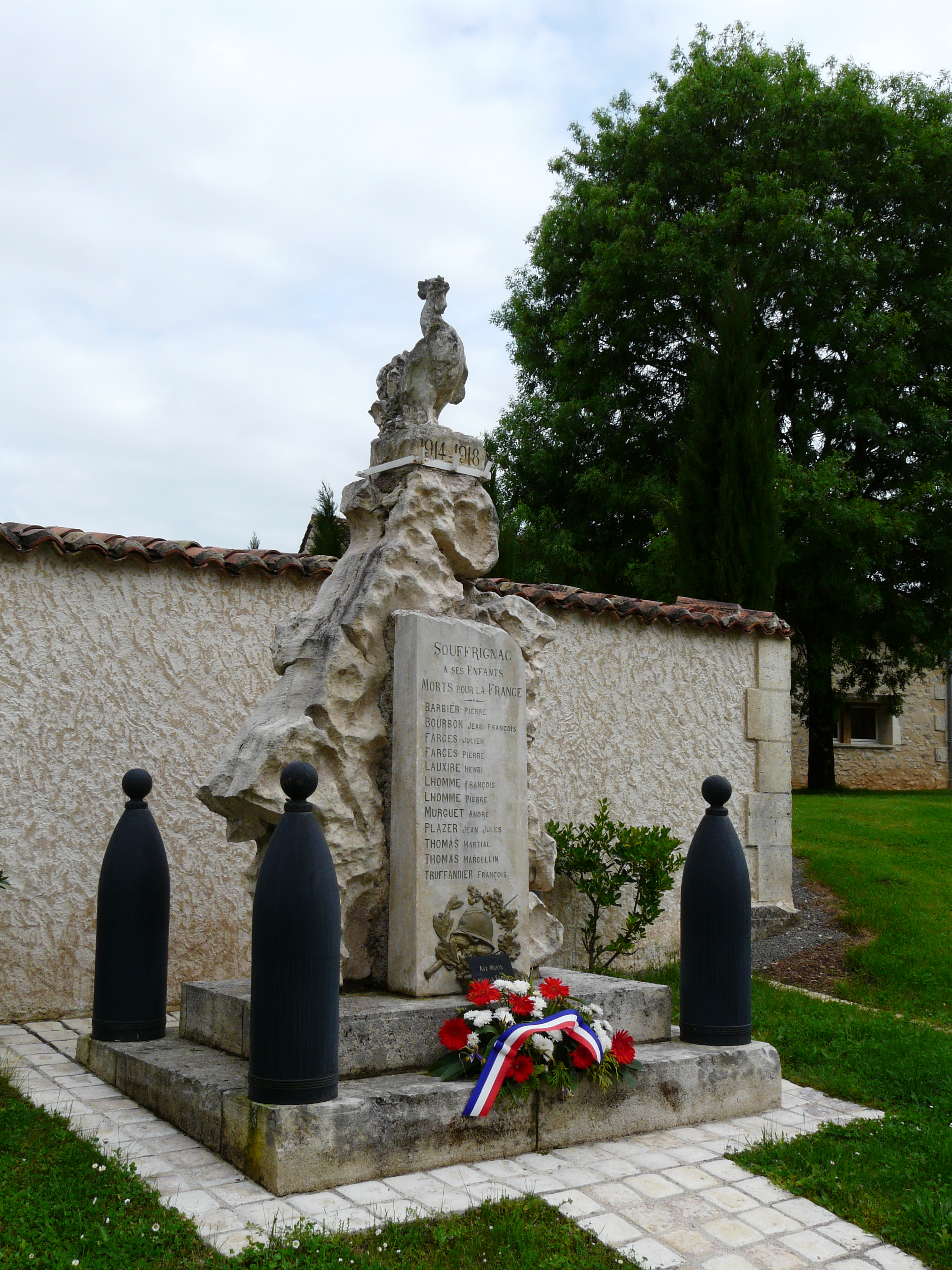
Le monument aux morts.

## Personnalités liées à la commune
- François Chambort (mal orthographié dans l'état-civil et reproduit ainsi par la presse, en réalité Chambard comme toute sa famille) : maréchal-ferrant, né à Souffrignac le 15 octobre 1836. Il est le meneur lors de la mise à mort d'Alain de Monéys d'Ordières au village de Hautefaye, Dordogne, le 16 août 1870. Il est guillotiné à Hautefaye le 8 février 1871.